# Прискорення (фільм, 1983)
«Прискорення» — радянський чотирисерійний телефільм 1983 року, знятий режисером Григорієм Коханом на Кіностудії ім. О. Довженка.

## Сюжет
За мотивами роману Павла Загребельного «Розгін». Герой фільму — директор НДІ, вчений-кібернетик Петро Карналь. Картина побудована як ретроспектива спогадів героя про військову юність і супутників життя, приводом для яких стала зустріч із журналісткою Анастасією.

## У ролях
- Петро Вельямінов — Карналь
- Ігор Янковський — Карналь в юності
- Ростислав Янковський — Кучмієнко
- Володимир Янковський — Кучмієнко в юності
- Фарида Мумінова — Айгюль
- Неллі Пшенна — Анастасія Володимирівна
- Микола Рушковський — Пронченко
- Вадим Лєдогоров — Гальцев
- Олег Вавилов — Совинський Іван
- Микола Задніпровський — Олексій Кирилович
- Наталія Панчик — Людмила
- Сергій Варчук — Юрій
- Микола Гринько — професор
- Олександр Биструшкін — Гайлі
- Катерина Крупеннікова — Кріста
- Галина Ковганич — епізод
- Наталія Гебдовська — епізод
- Олег Голубицький — епізод
- Іван Горгота — епізод
- Володимир Горпенко — епізод
- І. Доскач — епізод
- М. Ковальчук — епізод
- Тимофій Кохан — епізод
- Тарас Кірейко — епізод
- Є. Коверко — епізод
- Людмила Лобза — епізод
- Алім Федоринський — епізод
- Володимир Талашко — епізод
- Осип Найдук — епізод
- Валентин Перкін — епізод
- А. Пугачов — епізод
- Станіслав Рій — епізод
- Світлана Ромашко — епізод
- Ігор Слободський — епізод
- Костянтин Степанков — епізод
- Віра Саранова — епізод
- Ігор Шелюгін — епізод
- Зденек Румпік — епізод
- Наталія Дніпренко — епізод
- Микола Козленко — Микола Карналь
- Ата Довлетов — епізод
- Марина Вейніс — Людмила в дитинстві
- Юрій Нездименко — епізод

## Знімальна група
- Режисер — Григорій Кохан
- Сценарист — Григорій Кохан
- Оператори — Фелікс Гілевич, Аркадій Першин
- Композитор — Євген Станкович
- Художник — Юрій Муллер